# Sonnenfinsternis vom 12. August 2026
Die totale Sonnenfinsternis vom 12. August 2026 spielt sich größtenteils über Grönland, Island und Spanien sowie dem Nordpolarmeer und dem nördlichen Atlantik ab. Das Maximum der Finsternis liegt westlich von Island im Atlantik und die Dauer der totalen Phase liegt dort bei 2 Minuten und 18 Sekunden.
Die Sonnenfinsternis vom 12. August 2026 gehört zum Saros-Zyklus 126 und ist die Nachfolgerin der „sibirischen Sonnenfinsternis“ vom 1. August 2008.

## Verlauf
Bedingt durch die nördliche Lage nimmt die Sonnenfinsternis einen ungewöhnlichen Verlauf: Sie beginnt viel weiter östlich, als sie endet. Dies geschieht immer dann, wenn der Schatten über einen Erdpol hinweg auf die Nachtseite der Erde fällt.
Die Finsternis beginnt bei Sonnenaufgang im nördlichsten Teil der russischen Region Krasnojarsk, weitab jeder größeren Siedlung. Der Mondschatten bewegt sich rasch nordwärts, knapp am Nordpol vorbei, über den Arktischen Ozean nach Grönland. Die Zone der Totalität zieht sich anschließend in südlicher Richtung im Osten Grönlands entlang über dem Nordatlantik an Island vorbei. Nur der äußerste Westen Islands liegt in der Zone der Totalität. Da die im Nordwesten der Insel gelegene Halbinsel Vestfirðir in der Nähe des Ortes der maximalen Verfinsterung liegt, können dort bis zu 2 Minuten Totalität erreicht werden. Die letzte totale Sonnenfinsternis auf Island vom 30. Juni 1954 streifte die Insel nur knapp.
Nach der Sonnenfinsternis vom 29. März 2006 trifft der Kernschatten des Mondes erstmals wieder das europäische Festland (und nach der Sonnenfinsternis vom 11. August 1999 auf den kontinentalen Teil der Europäischen Union). Für Spanien, dessen Nordhälfte vom Kernschatten überquert wird, ist dies die erste totale Sonnenfinsternis nach 1905. Da die Sonne schon sehr tief steht, ist das Ende der Finsternis, also das Ende der partiellen Phase, nur an Spaniens Nordküste zu beobachten. Auch die Balearen liegen auf dem Totalitätspfad, die Totalität dauert dort nur noch bis zu 1min 36s.
Da die Finsternis während der Ferienzeit stattfindet, die Totalitätszone vergleichsweise leicht zu erreichen ist und die Klimaverhältnisse gute Beobachtungsbedingungen wahrscheinlich erscheinen lassen, ist mit großem öffentlichen Interesse an dieser Sonnenfinsternis zu rechnen.
In Spanien gibt es noch eine weitere totale Sonnenfinsternis innerhalb von 12 Monaten (Sonnenfinsternis vom 2. August 2027) und nur weitere sechs Monate nach dieser ist in dem Land noch eine ringförmige Sonnenfinsternis (26. Januar 2028) zu beobachten.

## Orte in der Totalitätszone
| Land     | Ort          | Dauer  | Uhrzeit (UT) | Bemerkung          |
| -------- | ------------ | ------ | ------------ | ------------------ |
| Grönland | Station Nord | 1m 7s  | 17:18        |                    |
| Island   | Hellissandur | 2m 7s  | 17:46        |                    |
| Island   | Reykjavík    | 1m 0s  | 17:48        |                    |
| Spanien  | A Coruña     | 1m 15s | 18:28        |                    |
| Spanien  | Oviedo       | 1m 48s | 18:28        |                    |
| Spanien  | León         | 1m 44s | 18:29        |                    |
| Spanien  | Santander    | 1m 3s  | 18:27        | [ Sichtbarkeit 1 ] |
| Spanien  | Burgos       | 1m 44s | 18:29        | [ Sichtbarkeit 1 ] |
| Spanien  | Saragossa    | 1m 24s | 18:29        | [ Sichtbarkeit 1 ] |
| Spanien  | Valencia     | 0m 58s | 18:33        | [ Sichtbarkeit 2 ] |
| Spanien  | Ibiza        | 1m 3s  | 18:33        | [ Sichtbarkeit 2 ] |
| Spanien  | Palma        | 1m 36s | 18:32        | [ Sichtbarkeit 2 ] |

1. 1 2 3  Sonne geht partiell verfinstert unter.
2. 1 2 3  Sonne steht sehr tief und geht weniger als 30 Minuten nach der Totalität partiell verfinstert unter.

## Sichtbarkeit im deutschsprachigen Raum
Die Finsternis ist im deutschsprachigen Raum, als tiefe partielle Sonnenfinsternis, bis zum Sonnenuntergang sichtbar. Die größte Verfinsterung wird im Südwesten, in Leuk im Schweizer Kanton Wallis, mit maximal zu 92 % Bedeckung erreicht. Die geringste Verfinsterung wird im Nordosten, in Sassnitz auf Rügen, mit maximal zu 84 % Bedeckung erreicht. Im östlichen Österreich geht die Sonne maximalverfinstert unter.
| Land        | Ort               | Bedeckung | Bemerkung           |
| ----------- | ----------------- | --------- | ------------------- |
| Schweiz     | Bern              | 91 %      |                     |
| Schweiz     | Basel             | 91 %      |                     |
| Österreich  | Salzburg          | 89 %      | bei Sonnenuntergang |
| Österreich  | Wien              | 87 %      | bei Sonnenuntergang |
| Deutschland | München           | 89 %      |                     |
| Deutschland | Frankfurt am Main | 88 %      |                     |
| Deutschland | Berlin            | 85 %      |                     |
| Deutschland | Hamburg           | 85 %      |                     |